# Biła Krynycia (obwód mikołajowski)
Biła Krynycia (ukr. Біла Криниця) – wieś na Ukrainie, w obwodzie mikołajowskim, w rejonie basztańskim. W 2001 liczyła 315 mieszkańców.